# 미쿠리야 다카후미
미쿠리야 다카후미(일본어: 御厨 貴文, 1984년 5월 11일 ~ )는 일본의 전 축구 선수이다.

## 구단 경력
과거 방포레 고후, 더스파 구사쓰, 카탈레 도야마에서 활동하였다.